# Rhynchomys banahao
Rhynchomys banahao is een knaagdier uit het geslacht Rhynchomys dat voorkomt op het Filipijnse eiland Luzon. De soort is gevonden op 1250 tot 1465 m hoogte op Mount Banahao (waar de soort ook naar genoemd is) in de stad Tayabas City van de provincie Quezon. Dit zeldzame dier leeft van regenwormen en insecten en komt samen met Crocidura grayi, Rattus everetti, Bullimus cf. luzonicus en vier ongeïdentificeerde Apomys-soorten voor.
R. banahao heeft een dichte, donkere vacht. De donker bruingrijze bovenkant van het lichaam loopt over in de grijze onderkant. De lange oren zijn bedekt met korte, zwarte haren. De kin is donkergrijs, de lippen en de neus zijn pigmentloos. De voorvoeten zijn kort en spaarzaam bedekt met korte donkergrijze haren. Aan de duim zit een nagel, aan de vingers een krachtige klauw. De bovenkanten van de vingers zijn spaarzaam bedekt met korte witte haren. De korte, brede achtervoeten zijn ook bedekt met spaarzame, korte, donkergrijze haren, ook op de vingers. De lange staart is op de punt na zwart. De staartschubben zijn middelgroot. Uit elke schub ontspringen drie haren. De kop-romplengte bedraagt voor de twee exemplaren respectievelijk 190 en 178 mm, de staartlengte 130 en 127 mm, de achtervoetlengte 40 en 39 mm, de oorlengte 25 en 25 mm en het gewicht 155 en 150 g.